# Europarlamentari dell'Italia della II legislatura
Gli europarlamentari dell'Italia della II legislatura, eletti in occasione delle elezioni europee del 1984, furono i seguenti.

## Riepilogo
| Lista | Lista                                                    | Nord-ovest                                                                                                 | Nord-est | Centro | Sud                                              | Isole    |
| --- | -------------------------------------------------------- | --- | --- | --- | ------------------------------------------------ | -------- |
| | Partito Comunista Italiano (seggi: 27)                   | Seggi: 7                                                                                                   | Seggi: 6 | Seggi: 7 | Seggi: 5                                         | Seggi: 2 |
| - Gian Carlo Pajetta - Diego Novelli - Altiero Spinelli # - Alberto Moravia # - Angelo Carossino - Giovanni Cervetti - Francesca Maria Marinaro - Aldo Bonaccini - Vera Squarcialupi | Partito Comunista Italiano (seggi: 27)                   | - Alessandro Natta - Guido Fanti - Luciana Castellina - Osvalda Trupia - Giorgio Rossetti - Natalino Gatti | - Enrico Berlinguer § - Altiero Spinelli - Alberto Moravia - Sergio Camillo Segre - Carla Barbarella - Luciana Castellina # - Maria Lisa Cinciari Rodano - Carlo Alberto Galluzzi - Roberto Barzanti | - Alfredo Reichlin - Maurizio Valenzi - Giovanni Papapietro - Felice Ippolito - Renzo Trivelli                      | - Pancrazio De Pasquale - Andrea Raggio          |          |
| | Democrazia Cristiana (seggi: 26)                         | Seggi: 7                                                                                                   | Seggi: 5 | Seggi: 5 | Seggi: 6                                         | Seggi: 3 |
| - Roberto Formigoni - Oscar Luigi Scalfaro - Maria Luisa Cassanmagnago Cerretti - Vittorino Chiusano - Nino Pisoni - Eolo Parodi - Mauro Chiabrando                                  | Democrazia Cristiana (seggi: 26)                         | - Arnaldo Forlani - Franco Borgo - Gustavo Selva - Ferruccio Pisoni - Giovanni Bersani                     | - Giulio Andreotti - Carlo Casini - Alberto Michelini - Gerardo Gaibisso - Giovanni Starita | - Ciriaco De Mita - Roberto Costanzo - Antonio Iodice - Michelangelo Ciancaglini - Mario Pomilio - Dario Antoniozzi | - Salvo Lima - Giosuè Ligios - Vincenzo Giumarra |          |
| | Partito Socialista Italiano (seggi: 9)                   | Seggi: 3                                                                                                   | Seggi: 1 | Seggi: 2 | Seggi: 2                                         | Seggi: 1 |
| - Carlo Tognoli - Jiří Pelikán - Mario Didò | Partito Socialista Italiano (seggi: 9)                   | - Mario Rigo                                                                                               | - Claudio Martelli - Mario Zagari | - Vincenzo Mattina - Gianni Baget Bozzo                                                                             | - Anselmo Guarraci                               |          |
| | Movimento Sociale Italiano - Destra Nazionale (seggi: 5) | Seggi: 1                                                                                                   | Seggi: - | Seggi: 1 | Seggi: 2                                         | Seggi: 1 |
| - Francesco Petronio | Movimento Sociale Italiano - Destra Nazionale (seggi: 5) | - | - Pino Romualdi | - Giorgio Almirante - Antonino Tripodi                                                                              | - Antonino Buttafuoco                            |          |
| | PLI-PRI (seggi: 5)                                       | Seggi: 2                                                                                                   | Seggi: 1 | Seggi: 1 | Seggi: 1                                         | Seggi: - |
| - Sergio Pininfarina - Jas Gawronski | PLI-PRI (seggi: 5)                                       | - Enzo Bettiza                                                                                             | - Mario Di Bartolomei | - Rosario Romeo | -                                                |          |
| | Partito Socialista Democratico Italiano (seggi: 3)       | Seggi: 1                                                                                                   | Seggi: 1 | Seggi: - | Seggi: 1                                         | Seggi: - |
| - Pier Luigi Romita | Partito Socialista Democratico Italiano (seggi: 3)       | - Franco Nicolazzi                                                                                         | - | - Giovanni Moroni                                                                                                   | -                                                |          |
| | Partito Radicale (seggi: 3)                              | Seggi: 1                                                                                                   | Seggi: - | Seggi: 1 | Seggi: 1                                         | Seggi: - |
| - Enzo Tortora # - Emma Bonino | Partito Radicale (seggi: 3)                              | - | - Enzo Tortora | - Marco Pannella | -                                                |          |
| | Democrazia Proletaria (seggi: 1)                         | Seggi: 1                                                                                                   | Seggi: - | Seggi: - | Seggi: -                                         | Seggi: - |
| - Emilio Molinari | Democrazia Proletaria (seggi: 1)                         | - | - | - | -                                                |          |
| | Partito Popolare Sud Tirolese (seggi: 1)                 | Seggi: -                                                                                                   | Seggi: 1 | Seggi: - | Seggi: -                                         | Seggi: - |
| - | Partito Popolare Sud Tirolese (seggi: 1)                 | - Joachim Dalsass                                                                                          | - | - | -                                                |          |
| | UV-Partito Sardo d'Azione (seggi: 1)                     | Seggi: -                                                                                                   | Seggi: - | Seggi: - | Seggi: -                                         | Seggi: 1 |
| - | UV-Partito Sardo d'Azione (seggi: 1)                     | - | - | - | - Michele Columbu                                |          |
| Totale | Totale                                                   | 23 | 15 | 17 | 18                                               | 8        |

- Nota: § deceduto prima delle elezioni; # opta per altra circoscrizione.

## Composizione storica
| Europarlamentare                   | Lista                                                                     | Gruppo |
| ---------------------------------- | ------------------------------------------------------------------------- | ------ |
| Giorgio Almirante                  | Movimento Sociale Italiano - Destra Nazionale                             | GDE    |
| Giuseppe Amadei                    | Partito Socialista Democratico Italiano                                   | SOC    |
| Dario Antoniozzi                   | Democrazia Cristiana                                                      | PPE    |
| Gianni Baget Bozzo                 | Partito Socialista Italiano                                               | SOC    |
| Carla Barbarella                   | Partito Comunista Italiano                                                | COM    |
| Roberto Barzanti                   | Partito Comunista Italiano                                                | COM    |
| Giovanni Bersani                   | Democrazia Cristiana                                                      | PPE    |
| Vincenzo Bettiza                   | PLI - PRI (Partito Liberale Italiano)                                     | LD     |
| Aldo Bonaccini                     | Partito Comunista Italiano                                                | COM    |
| Emma Bonino                        | Partito Radicale                                                          | NI     |
| Franco Borgo                       | Democrazia Cristiana                                                      | PPE    |
| Antonino Buttafuoco                | Movimento Sociale Italiano - Destra Nazionale                             | GDE    |
| Angelo Carossino                   | Partito Comunista Italiano                                                | COM    |
| Carlo Casini                       | Democrazia Cristiana                                                      | PPE    |
| Maria Luisa Cassanmagnago Cerretti | Democrazia Cristiana                                                      | PPE    |
| Luciana Castellina                 | Partito Comunista Italiano (Partito di Unità Proletaria per il Comunismo) | ARC    |
| Giovanni Cervetti                  | Partito Comunista Italiano                                                | COM    |
| Mauro Chiabrando                   | Democrazia Cristiana                                                      | PPE    |
| Vittorino Chiusano                 | Democrazia Cristiana                                                      | PPE    |
| Michelangelo Ciancaglini           | Democrazia Cristiana                                                      | PPE    |
| Maria Lisa Cinciari Rodano         | Partito Comunista Italiano                                                | COM    |
| Michele Columbu                    | Partito Sardo d'Azione                                                    | ARC    |
| Roberto Costanzo                   | Democrazia Cristiana                                                      | PPE    |
| Joachim Dalsass                    | Südtiroler Volkspartei                                                    | PPE    |
| Luigi Ciriaco De Mita              | Democrazia Cristiana                                                      | PPE    |
| Pancrazio De Pasquale              | Partito Comunista Italiano                                                | COM    |
| Mario Di Bartolomei                | PLI - PRI (Partito Repubblicano Italiano)                                 | LD     |
| Mario Didò                         | Partito Socialista Italiano                                               | SOC    |
| Sergio Ercini                      | Democrazia Cristiana                                                      | PPE    |
| Guido Fanti                        | Partito Comunista Italiano                                                | COM    |
| Roberto Formigoni                  | Democrazia Cristiana                                                      | PPE    |
| Gerardo Gaibisso                   | Democrazia Cristiana                                                      | PPE    |
| Carlo Alberto Galluzzi             | Partito Comunista Italiano                                                | COM    |
| Natalino Gatti                     | Partito Comunista Italiano                                                | COM    |
| Jas Gawronski                      | PLI - PRI (Partito Repubblicano Italiano)                                 | LD     |
| Giovanni Giavazzi                  | Democrazia Cristiana                                                      | PPE    |
| Vincenzo Giummarra                 | Democrazia Cristiana                                                      | PPE    |
| Anselmo Guarraci                   | Partito Socialista Italiano                                               | SOC    |
| Antonio Iodice                     | Democrazia Cristiana                                                      | PPE    |
| Felice Ippolito                    | Partito Comunista Italiano                                                | COM    |
| Giosuè Ligios                      | Democrazia Cristiana                                                      | PPE    |
| Salvatore Lima                     | Democrazia Cristiana                                                      | PPE    |
| Francesca Marinaro                 | Partito Comunista Italiano                                                | COM    |
| Claudio Martelli                   | Partito Socialista Italiano                                               | SOC    |
| Renato Massari                     | Partito Socialista Democratico Italiano                                   | SOC    |
| Vincenzo Mattina                   | Partito Socialista Italiano                                               | SOC    |
| Alberto Michelini                  | Democrazia Cristiana                                                      | PPE    |
| Alfeo Mizzau                       | Democrazia Cristiana                                                      | PPE    |
| Emilio Molinari                    | Democrazia Proletaria                                                     | ARC    |
| Alberto Moravia                    | Partito Comunista Italiano                                                | COM    |
| Giovanni Moroni                    | Partito Socialista Democratico Italiano                                   | SOC    |
| Alessandro Natta                   | Partito Comunista Italiano                                                | COM    |
| Diego Novelli                      | Partito Comunista Italiano                                                | COM    |
| Gian Carlo Pajetta                 | Partito Comunista Italiano                                                | COM    |
| Marco Pannella                     | Partito Radicale                                                          | NI     |
| Giovanni Papapietro                | Partito Comunista Italiano                                                | COM    |
| Eolo Parodi                        | Democrazia Cristiana                                                      | PPE    |
| Jiří Pelikán                       | Partito Socialista Italiano                                               | SOC    |
| Francesco Petronio                 | Movimento Sociale Italiano - Destra Nazionale                             | GDE    |
| Sergio Pininfarina                 | PLI - PRI (Partito Liberale Italiano)                                     | LD     |
| Ferruccio Pisoni                   | Democrazia Cristiana                                                      | PPE    |
| Nino Pisoni                        | Democrazia Cristiana                                                      | PPE    |
| Mario Pomilio                      | Democrazia Cristiana                                                      | PPE    |
| Andrea Raggio                      | Partito Comunista Italiano                                                | COM    |
| Alfredo Reichlin                   | Partito Comunista Italiano                                                | COM    |
| Mario Rigo                         | Partito Socialista Italiano                                               | SOC    |
| Rosario Romeo                      | PLI - PRI (Partito Liberale Italiano)                                     | LD     |
| Pino Romualdi                      | Movimento Sociale Italiano - Destra Nazionale                             | GDE    |
| Giorgio Rossetti                   | Partito Comunista Italiano                                                | COM    |
| Sergio Camillo Segre               | Partito Comunista Italiano                                                | COM    |
| Gustavo Selva                      | Democrazia Cristiana                                                      | PPE    |
| Altiero Spinelli                   | Partito Comunista Italiano                                                | COM    |
| Vera Squarcialupi                  | Partito Comunista Italiano                                                | COM    |
| Giovanni Starita                   | Democrazia Cristiana                                                      | PPE    |
| Carlo Tognoli                      | Partito Socialista Italiano                                               | SOC    |
| Enzo Tortora                       | Partito Radicale                                                          | NI     |
| Antonino Tripodi                   | Movimento Sociale Italiano - Destra Nazionale                             | GDE    |
| Renzo Trivelli                     | Partito Comunista Italiano                                                | COM    |
| Osvalda Trupia                     | Partito Comunista Italiano                                                | COM    |
| Maurizio Valenzi                   | Partito Comunista Italiano                                                | COM    |
| Mario Zagari                       | Partito Socialista Italiano                                               | SOC    |

## Modifiche intervenute

### Partito Comunista Italiano
- In data 28.01.1985 a Alfredo Reichlin subentra Tommaso Rossi.
- In data 20.06.1986 a Altiero Spinelli subentra Carlo Alberto Graziani.
- In data 31.01.1988 a Diego Novelli subentra Bruno Ferrero.

### Democrazia Cristiana
- In data 16.05.1988 a Ciriaco De Mita subentra Antonio Del Duca.
- In data 14.06.1988 a Michelangelo Ciancaglini subentra Giovanni Travaglini.

### Partito Socialista Italiano
- In data 15.09.1987 a Carlo Tognoli subentra Margherita Boniver.

### Movimento Sociale Italiano - Destra Nazionale
- In data 06.06.1988 a Giorgio Almirante subentra Silvio Vitale.
- In data 06.06.1988 a Pino Romualdi subentra Giulio Maceratini.
- In data 01.09.1988 a Antonino Tripodi subentra Antonio Nicola Cantalamessa.
- In data 07.10.1988 a Giulio Maceratini subentra Marco Cellai.

### PLI - PRI
- In data 08.04.1987 a Rosario Romeo subentra Francesco Compasso (PLI).
- In data 08.07.1988 a Sergio Pininfarina subentra Giuseppe Schiavinato (PRI).

### Partito Socialista Democratico Italiano
- In data 02.02.1987 a Renato Massari subentra Ettore Andenna.

### Partito Radicale
- In data 12.09.1984 a Emma Bonino subentra Roberto Cicciomessere.
- In data 09.01.1986 a Enzo Tortora subentra Emma Bonino.
- In data 13.04.1988 a Emma Bonino (subentrata a Enzo Tortora) subentra Giovanni Negri.

### Democrazia Proletaria
- In data 24.09.1985 a Emilio Molinari subentra Alberto Tridente.

### Modifiche nella composizione dei gruppi
- In data 01.01.1985 Luciana Castellina lascia il Gruppo Arcobaleno e aderisce al Gruppo Comunista.
- In data 17.09.1987 gli europarlamentari del Partito Radicale, appartenenti al gruppo dei Non iscritti, aderiscono al Gruppo di coordinamento tecnico e di difesa dei gruppi e dei deputati indipendenti; in data 18.11.1987 tornano nel gruppo dei Non iscritti.